# 大河原邦男おもしろメカワールド オモロイド
大河原邦男おもしろメカワールド オモロイドは、1980年代に日東科学が製造販売したシリーズ。名前の通り大河原邦男がメカニックデザイン、キャラクター設定をときた洸一が担当した。初期6点を日東科学が販売した後にサニー・インターナショナルに移り、サニーが倒産後は韓国のアカデミー科学、中国のキテックに金型がわたり引き続き生産されていた。欧州ではエアフィックスが生産しておりWeb Warriors（ウェブ・ウォーリアーズ）のタイトルで販売されていた。勢力もポンタゴン軍はCYBERFORCE、アクレムリン軍はENKRYPTICONSに改名されている。2022年よりLEAPROから発売されている

## ストーリー
平和な第4銀河系にある惑星ディフォルメを中心とする星域「ポンタゴン・ワールド」。しかしある時、ポンタゴン・ワールドに加盟していない唯一の惑星ビースターの帝王ビュアリンはアクレムリン軍を組織し、可変メカ「スクランブラー」を惑星ディフォルメへ侵攻させる。ディフォルメの王子オーク・カワラスと父王のカワラス14世はスーパーコンピューター「ディフォルメス」を使って自軍兵器をバーチカルモード（ロボット形態）に変形する可変メカ「オモロイド」に改造し、ビュアリンに立ち向かう。

## 登場人物

### ポンタゴン軍
- オーク・カワラス

惑星ディフォルメの王子でカワラス14世の息子。ブルーに塗られたピ・ボット1号機、ピ・ボットMarkIIのパイロット。オーク麾下の部隊グリーン・ウッズの隊長。
- ロイス・シナモン

グリーン・ウッズの隊員。ピ・ボット2号機（後にタ・ペット）のパイロット。
- デュオ・ニクラウス

グリーン・ウッズの隊員。ピ・ボット3号機（後にウィンビー）のパイロット。
- ティアル・プルシアン

ポンタゴン軍大尉。グリーングレー系で塗られたタ・ペットのパイロット。
- レミア・ラック

オークのガールフレンド。タ・ペット「スーパーラビット」のパイロット。
- シナモン博士

### アクレムリン軍
- ウラミアール・ビュアリン

惑星ビースターの帝王。アクレムリン軍を組織し、惑星ディフォルメへ侵攻を開始する。ダース・ボスのパイロット。
- アグリン

アクレムリン軍大佐。グ・ロットのパイロット。
- ソンデモッテ

アクレムリン軍大佐。グ・ロットのパイロット。
- シェリー・レイラー

アクレムリン軍中尉。パープル系のパーソナルカラーを愛用する女性エースパイロットで、右手をオプションのマシンガンに換装し、パープル基調に塗装したズィーバーのパイロット。後に同カラーのグリンクにも搭乗。
- ドルテモ・ランク

アクレムリン軍特殊攻撃隊大佐。ヴィークルのパイロット。
- タンノニトゥルセン博士
- セルゲゲー・ドントコイ

## 登場メカ

### ポンタゴン軍
カワラスF-1A ピ・ボット（P-BOT）
- ポンタゴン軍の主力をなす艦上戦闘機が変型するロボット。可変翼であるため素早い動きができる。A型は量産試作機のこと。グリーン・ウッズに3機存在する。ブルーに塗られた1号機はオーク専用機である。2号機はロイス、3号機はデュオ専用機である。武器はAS-38 レーザーガンを2門装備している。偵察用のブラック・ビートルと呼ばれるバリエーションもある。2号機と3号機はズィーバーに撃墜されたため、それぞれタ・ペット、ウィンビーへ改装された。

カワラスF-1B　ピ・ボット（量産型）
- ピ・ボットの量産機。外見、性能はピ・ボットと同等であるが、最初に配備されたのは量産化を記念して設立された王室直属のアクロバットチーム「ライトウイングス隊」であり、武装はなく、スモークやレーザー照準器のみを装備している。

カワラスF-1E-SR2　ブラック・ビートル（BLACK BEETLE）
- ピ・ボットをベースとした戦略偵察機で機体各部にカメラや消音装置を備えている。最高速度で強行偵察を行うが、武器がないので戦闘は不向き。

カワラスF-11A　ピ・ボットMarkII
- ポンタゴン軍の次期主力機でピ・ボットの機動性、タ・ペットのパワー、ウィンビーの量産性を併せ持っている。ブロック構造になっており整備性・発展性も向上して、高出力パワージェネレーターを2基搭載することにより、高出力ビーム兵器も使用可能でEDリニアエンジンのパワーは、ピ・ボットの2.7倍という速度をたたき出している。1号機はオークが操縦する。武器はAS-48 レーザーバルカンを2門装備している。

カワラスFA-12B　タ・ペット
- ピ・ボットとともにポンタゴン軍主力攻撃機。一般機は赤のカラーリングであるが、スペシャルチューンをしたティアル・プルシアン大尉機はグリーングレー系のカラーリングとシャークマウスのペイントが施されており、ファイアードラゴン2の愛称を持つ。武器はAS-42 レーザーガンを2門装備している。
- ピ・ボットより後発である関係で性能では実はピ・ボットより優れている。また専用機が多い事も特徴。

カワラスTFA-12B　タ・ペット「スーパーラビット」
- タ・ペットの試作タイプをチューンしピンクのカラーリングにしたカスタム機。レミア・ラックが操縦する。機体性能は高いがパイロットの腕が悪いため戦果はいまいち。

カワラスFA-12D-2　タ・ペット「トール・ボーイ」
- タ・ペットの複座タイプ。機体各部にカメラがあり、情報収集任務等に使われる。

カワラスFS-3B　ソルマック（Sol-MAC）
- ヘリコプターから変形するメカ。オートパイロットを装備し、無人運用も可能。戦闘攻撃並びに地上制圧用のGG型もある。名前の由来はオレンジの塗装と丸い頭部から連想する「ソーラー（太陽）マシン」の略語である。武器はPX-102 ライトバルカンを4門装備している。

カワラスLA-6A　バートロ（BARTORO）
- ドリルタンクから変形する。分厚い装甲を持ち、高温高圧に耐えられる。特殊用途機で20機のみ生産されている。

AA-1X　ビッグ・パー
- 大型ジェット輸送機から変形する。物資や人員を輸送する。シナモン博士が開発した。

FA-15C　ウィンビー
- ビッグ・パーの支援を行う可変戦闘機。シナモン博士が開発した。

MM-8N　サブロン
- バーチカルモードに変形する潜水艦。超強力魚雷を装備する。

サグタン
- 陸戦メカから変形。速射砲を持つ。

TM-3CV　タンデム
- 戦車からピ・ボット等用の機動砲台に変形する支援用メカで、地上戦用のT-3型戦車を改造して作られた。武装強化型のバルクタンデムや、対空砲火型のペルアイラ等の派生型も多く存在している。オートパイロットやリモートコントロールも可能である。

FPA-9000ZS　フリッパー
- 整備基地モードから変形する支援戦闘機。背面に他の可変メカを乗せて飛行することも可能である。ピ・ボットの背面に合体してデルタピ・ボットになる他、数機種とも同様の合体ができる。機体下面に多数の兵器を装備して、戦場で各機に補給することも可能。

ファントマ
- ピ・ボットMarkIIとフリッパーの同時運用のこと。

レッダム
- タ・ペットとタンデムの同時運用のこと。

### アクレムリン軍
OGA-ⅢV-1A Zグレードスクランブラー　ダース・ボス（DARTH-BOSS）
- プロトケラトプスから変形。帝王ビュアリン専用機。指揮官機として通信管制にも優れている。唯一の武装としてビースクローのみを装備している。

OGA-ⅢV-2X-1 ZXグレードスクランブラー ダーク・ザーム（DARK-XAAM）
- プロトケラトプスから変形。ダース・ボスの兄弟機ザームを改良したエリート部隊タロン専用機。探査能力や俊敏性などを向上させ潜入や破壊工作などを隠密に行う。

Xグレードスクランブラー　グ・ロット（G-ROT）
- ブロントサウルスから変形。アクレムリン軍初の量産機。ビーストモードでは口から冷凍光線を吐き、水中活動が可能であるが機動性は劣る。アグリン大佐、ソンデモッテ大佐等が使用。

OGA-Ⅱ-Ⅰ-4G Vグレードスクランブラー　ズィーバー（Z-BAR）
- プテラノドンから変形。空戦用として使われる。一般機はライトブラウンを基調とした色だが、女性エースのシェリー・レイラー中尉専用機は右手をオプションのマシンガンに換装したパープルを基調とした色である。ビーストモードでは口からミサイルを発射する。

OGA-Ⅰ-1AS Sグレードスクランブラー　グリンク（GLINK）
- 首長竜から変形。グ・ロット系の発展型で水中戦で使われる。一般機はグリーン系の塗装だが、マーメイド作戦でシェリーが使用した機体は例によってパープル系の塗装である。

Sグレードスクランブラーレベル8　スペース＝グリンク
- 戦線が拡大するにつれてグリンクを宇宙戦用に転用した機体である。バックパックやセンサー等が強化されていて色もブルーが基調となっている。

Sグレードスクランブラーレベル6　グリンク「ダブル＝ネック」
- タンノニトゥルセン博士によって試作された探査用機体でビーストモードでは首がタンデム2本となっている。

Mグレードスクランブラー　アイアンヘッド
- 直立トカゲから変形する。地上戦用として使われる。多数量生産されているため、多くのバリエーションがある。

Dグレードスクランブラー　ヴィークル
- カブトムシから変形する。ダース・ボスと競作された機体で、オリジナル機は、特殊攻撃隊のドルテモ・ランク大佐専用機として完成されている。レプリカも数機製作されている。

ミント
- スズメから変形する。

エリトゲ
- エリマキトカゲから変形する。

Tグレードスクランブラー　トリッキー
- イグアノドンから飛行メカに変形する。ダース・ボス等用の支援メカで作業用メカ、ズィーバーからの発展機でもある。他機からのコントロールにより、無人でも活動ができる。武器はパルビーム砲2門とミサイル。

Eグレードスクランブラー　タートス
- 整備基地モードに変形する。亀風のフォルムを持った支援戦闘機。上面に他のスクランブラーを乗せて飛行も可能である。またスクランブラーの代わりに多数のオプション火器を搭載し、戦場での補給活動も可能

ブラッカ
- ダース・ボスとトリッキーの同時運用のこと。

フロッガー
- アイアンヘッドとタートスの同時運用のこと。